# روبرتو إسكوبار
روبرتو دي جيسوس إسكوبار جافيريا (بالإسبانية: Roberto de Jesús Escobar Gaviria)‏ (ولد في 13 يناير 1947)، الملقب إل أوسيتو، وهو الشقيق الأكبر لبارون المخدرات بابلو إسكوبار، والمحاسب السابق لكارتل ميديلين، المسؤولة عن ما يصل إلى 80% من الكوكايين المهرب إلى الولايات المتحدة.